# Episema fulvescens
Episema fulvescens là một loài bướm đêm trong họ Noctuidae.